# 충청남도태안교육지원청
충청남도태안교육지원청(忠淸南道泰安敎育支援廳, Taean Office of Education)은 충청남도 태안군을 관할하는 충청남도교육청 산하의 교육지원청이다.
교육장은 장학관으로 보한다.

## 산하 기관

### 초등학교
| - 고남초등학교 - 근흥초등학교 - 남면초등학교 - 대기초등학교 - 모항초등학교 - 방포초등학교 | - 백화초등학교 - 삼성초등학교 - 소원초등학교 - 의항분교 - 송암초등학교 - 시목초등학교 | - 안면초등학교 - 안중초등학교 - 안흥초등학교 - 신진도분교 - 원북초등학교 - 방갈분교 | - 이원초등학교 - 관동분교 - 창기초등학교 - 태안초등학교 - 파도초등학교 - 화동초등학교 |

### 중학교
| - 근흥중학교 - 남면중학교 - 만리포중학교 | - 안면중학교 - 원이중학교 - 이원분교 | - 창기중학교 - 태안여자중학교 - 태안중학교 |